# Адельфия
Адельфия (итал. Adelfia) — город в Италии, расположен в регионе Апулия, подчинён административному центру Бари (провинция).
Население составляет 16 824 человек (на 2004 г.), плотность населения составляет 560 чел./км². Занимает площадь 29 км². Почтовый индекс — 70010. Телефонный код — 00080.
Покровителями города почитаются святой Трифон (празднование 10 ноября), Пресвятая Богородица (Madonna della Stella празднование в понедельник Светлой Седмицы; Madonna della Pietà, празднование в первое воскресение сентября, Montrone), святые Викториан и Викторианчик (Vittoriano e Vittorianicchio, празднование в последнее воскресение июля, Canneto).